# Веселов, Василий Куприянович
Василий Куприянович Веселов (25 апреля 1930, дер. Рыбная, Нижегородский край — 30 апреля 2007) — машинист бумагоделательной машины Котласского целлюлозно-бумажного комбината имени 50-летия ВЛКСМ Министерства лесной, целлюлозно-бумажной и деревообрабатывающей промышленности СССР, Герой Социалистического Труда.

## Биография
Родился 25 апреля 1930 года в деревне Рыбная (ныне — Тонкинского района Нижегородской области). Трудовую деятельность после окончания ремесленного училища начал в 1948 году на Долинском целлюлозно-бумажном комбинате Сахалинской области, где прошел рабочие профессии от накатчика до машиниста-сеточника бумагоделательной машины.
На Котласский целлюлозно-бумажный комбинат Василий Куприянович Веселов прибыл по вызову в 1963 году для наладки и пуска вновь смонтированных бумагоделательных машин, выпускающих мешочную бумагу. Имея опыт работы, он в короткие сроки освоил сложное оборудование и в марте 1965 года был назначен старшим машинистом бумагоделательной машины № 1 бумажного цеха картонно-бумажного производства, где работал до 1985 года.
За первые годы работы на машине была достигнута рабочая скорость в 420 метров в минуту, выход продукции 1 сорта составил 72 %. На машине была произведена большая работа по снижению плотности бумажного полотна. За счет этого бригада, которой руководил Василий Куприянович Веселов, сэкономила значительное количество материальных ресурсов, выработала сверх плана более 100 миллионов квадратных метров мешочной бумаги при неизменно высоком качестве продукции. Высококлассный специалист бумажного производства Василий Куприянович Веселов путём индивидуального обучения подготовил на комбинате 14 машинистов бумагоделательных машин. Внесенные им рационализаторские предложения позволили значительно повысить качество продукции и улучшить условия труда работающих.
Указом Президиума Верховного Совета СССР от 4 февраля 1982 года за выдающиеся производственные успехи, экономное и рациональное использование материальных и энергетических ресурсов машинисту бумагоделательной машины Котласского целлюлозно-бумажного комбината имени 50-летия ВЛКСМ Министерства лесной, целлюлозно-бумажной и деревообрабатывающей промышленности СССР Веселову Василию Куприяновичу присвоено звание Героя Социалистического Труда с вручением ему ордена Ленина и золотой медали «Серп и Молот».
В апреле 1985 года вышел на пенсию, но продолжил работать на подсобном хозяйстве комбината в качестве оператора. Умер 30 апреля 2007 года.
Награждён двумя орденами Ленина, юбилейной медалью «За доблестный труд. В ознаменование 100-летия со дня рождения В. И. Ленина».